# Herb Nowego Dworu Gdańskiego
Herb Nowego Dworu Gdańskiego – jeden z symboli miasta Nowy Dwór Gdański i gminy Nowy Dwór Gdański w postaci herbu.

## Wygląd i symbolika
Herb przedstawia na błękitnej tarczy z głowicą srebrną (białą), w której trzy róże czerwone w pas, zamek srebrny (biały) z trzema blankowanymi wieżami o dachach czerwonych, z których środkowa zwieńczona złotym krzyżem, boczne takimiż kulami, bramę zamkniętą złotą
i pięcioma czarnymi otworami okiennymi. Mur zamku wykończony blankami.
Róże nawiązują do herbu rodów Wejherów i Loitzów. Zamek symbolizuje znajdujący się dawniej w mieście zamek rodu Loitzów.

## Historia
Herb został opracowany w Centrum Heraldyki Polskiej i nadany miastu w 1996 roku.